# 妖獸大蛛王
《妖獸大蛛王》（英語：Big Ass Spider!）是一部由邁克·孟德茨執導的美國科幻動作喜劇電影，上映於2013年。講述一個滅蟲人員和醫院保安搭檔，對抗一隻在洛杉磯橫行的巨型變異蜘蛛的故事。

## 劇情
亞歷克斯·馬西斯是洛杉磯一家除蟲公司的職員，一天他在幫助一位老太太抓老鼠時，不慎被毒蜘蛛給咬傷了，只好被迫住院治療。與此同時醫院停屍間裡一隻從屍體裡爬出來的變異蜘蛛襲擊了一名醫師，亞歷克斯在得知此事便和醫院院長表示只要免除他的醫藥費，他就會幫醫院抓蜘蛛。隨後亞歷克斯跟醫院保安喬斯·拉莫斯來到停屍間勘查，並獨自爬進通風管道內。
這時來自美國軍方的Braxton Tanner少校和卡莉·布蘭特中尉等一批人已將醫院封鎖，但不斷變異成長的蜘蛛還是殺死了一名癱瘓的老人。在通風管道，亞歷克斯發現了蜘蛛絲是易燃的，之後他在醫院地下室險些遭到變異蜘蛛的攻擊，但卡莉趕到用槍打跑了蜘蛛。蜘蛛潛入地下水道，又用其毒液殺死了一名流浪漢。
醫院保安喬斯·拉莫斯決定跟隨亞歷克斯一同對抗變異蜘蛛，他們根據蜘蛛的特性，開著除蟲車來到附近一間公園內。這時長成非常巨大的蜘蛛已在公園內開始追殺民眾，亞歷克斯和喬斯開車將巨型蜘蛛引到軍隊所在處，但軍方的火力對於蜘蛛是毫髮無損；在一片樹林間，巨型蜘蛛殺死了大部分軍人，並將卡莉用蛛網帶走。
在亞歷克斯和喬斯的要求下，Tanner向他們坦承說：當初軍方發現了來自火星的DNA，本打算將其用作生長激素的實驗，但在對一棵果樹的測試中，隱藏在其中的蜘蛛卵受到影響開始變異，才形成了巨型蜘蛛。Tanner還推測下一步巨型蜘蛛應該就是要找地方產卵繁殖。
果不其然，巨型蜘蛛在洛杉磯街頭製造了混亂後，便爬上了美國銀行大廈築巢。軍方準備用轟炸機對巨型蜘蛛展開空襲，亞歷克斯和喬斯趕在空襲前趕到大樓內，救出卡莉和其他受困的民眾，成功逃出該處。巨型蜘蛛被飛彈給炸下了大樓，摔落地面，亞歷克斯用火箭炮射入蜘蛛的噴絲頭內，成功將牠炸死。而歷劫歸來的亞歷克斯和卡莉也終成了情侶，擁抱在一起。

## 角色
- 葛瑞·葛蘭伯（英语：Greg Grunberg） 飾 亞歷克斯·馬西斯；除蟲專家
- 隆巴多·博亞（英语：Lombardo Boyar） 飾 喬斯·拉莫斯；醫院保安
- Karly Brant 飾 卡莉·布蘭特中尉
- 雷·怀斯（英语：Ray Wise） 飾 Braxton Tanner少校
- 琳·雪伊 飾 傑菲遜太太[2]
- 勞埃德·考夫曼 飾 他自己

## 外部連結
- 互联网电影数据库（IMDb）上《妖獸大蛛王》的资料（英文）